# Garaeus amethystina
Garaeus amethystina är en fjärilsart som beskrevs av W. Warren 1896. Garaeus amethystina ingår i släktet Garaeus och familjen mätare. Inga underarter finns listade i Catalogue of Life.